# Шеренсе ле Русел
Шеренсе ле Русел (фр. Chérencé-le-Roussel) насеље је и општина у северној Француској у региону Доња Нормандија, у департману Манш која припада префектури Авранш.
По подацима из 2011. године у општини је живело 303 становника, а густина насељености је износила 27,67 становника/km². Општина се простире на површини од 10,95 km². Налази се на средњој надморској висини од 82 метара (максималној 290 m, а минималној 61 m).

## Демографија
| 1962. | 1968. | 1975. | 1982. | 1990. | 1999. | 2011. |
| ----- | ----- | ----- | ----- | ----- | ----- | ----- |
| 507   | 521   | 443   | 350   | 350   | 329   | 303   |

График промене броја становника у току последњих година